# Глюксбург (Шлезвиг-Гольштейн)
Глюксбург (нем. Glücksburg) — город в Германии, в земле Шлезвиг-Гольштейн. Отсюда, из Глюксбургского замка, происходит королевская династия Глюксбургов.

## География
Городская территория Глюксбурга находится к северо-востоку от Фленсбурга, на побережье Фленсбургского фльорда в природно-ландшафтном регионе Ангельн.

## История
Из эпохи неолита происходят четыре мегалитические гробницы в Глюксбурге и мегалитическая гробница в Бокхольме (район Глюксбурга).
В средние века развивалась небольшая деревня Сковби (в переводе "Лесная деревня") на месте сегодняшней площади им. Гинденбурга.
Дальнейшее заселение района произошло с основанием цистерцианского монастыря Рюде, Rus Regis (лат. "Королевское владение", также называемого монастырем Руде) в 1209 году. Изначально монастырь располагался как монастырь Святого Михаила в Шлезвиге, а затем в Гульдхольме близ Бёклунда. Цистерцианцы перегородили Мункбрарупа, образовав мельничный пруд. К монастырю Рюде относились обширные земельные угодья в непосредственной окрестности, а также отдельные владения. Названия мест с Munk (дат. "монах"), такие как Мункбраруп, Мунквольструп (община Занкельмарк) или Мункмюле (около Ринкениса) на противоположном берегу фьорда Фленсбурга) до сих пор напоминают об этой связи.

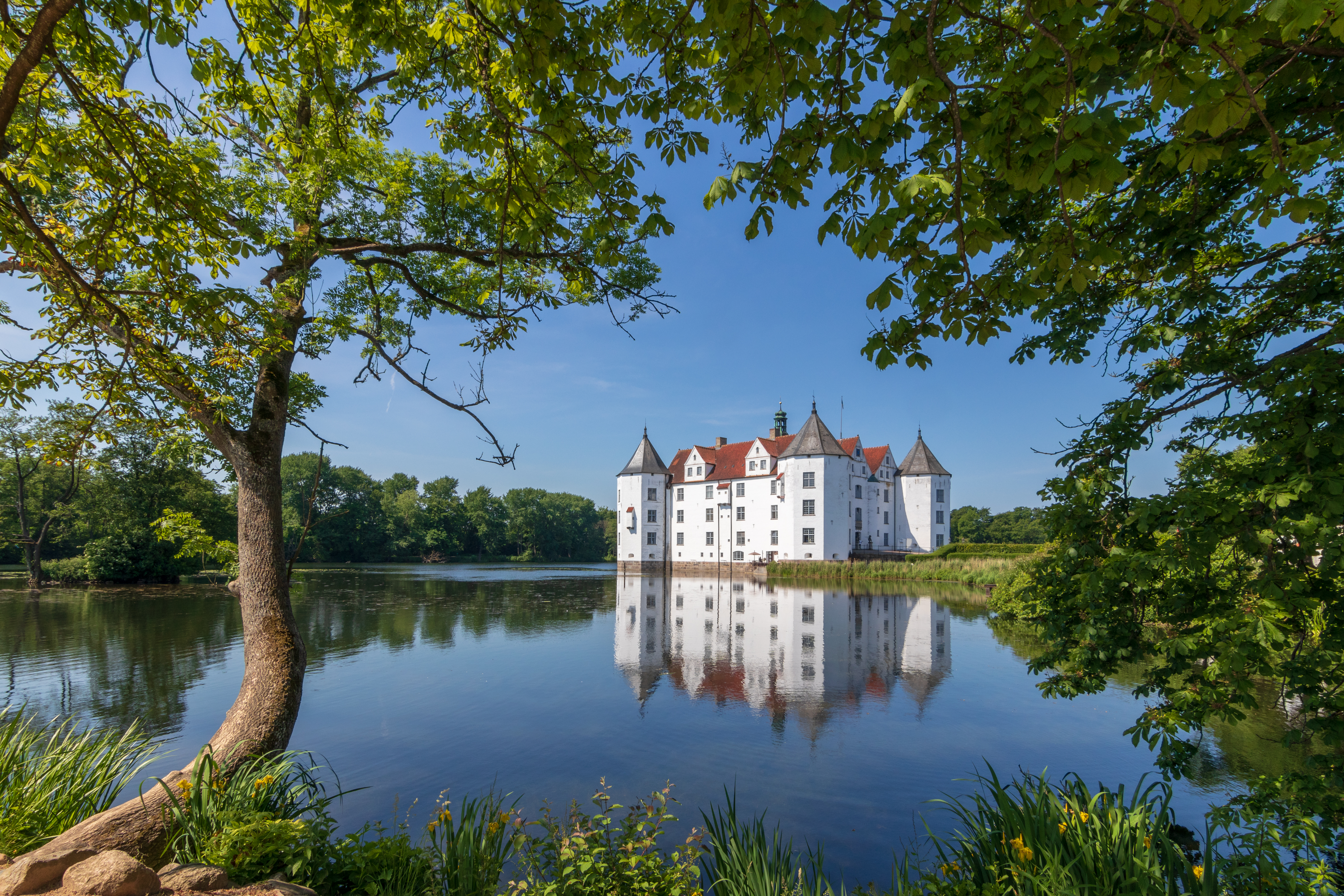
Замок Глюксбург

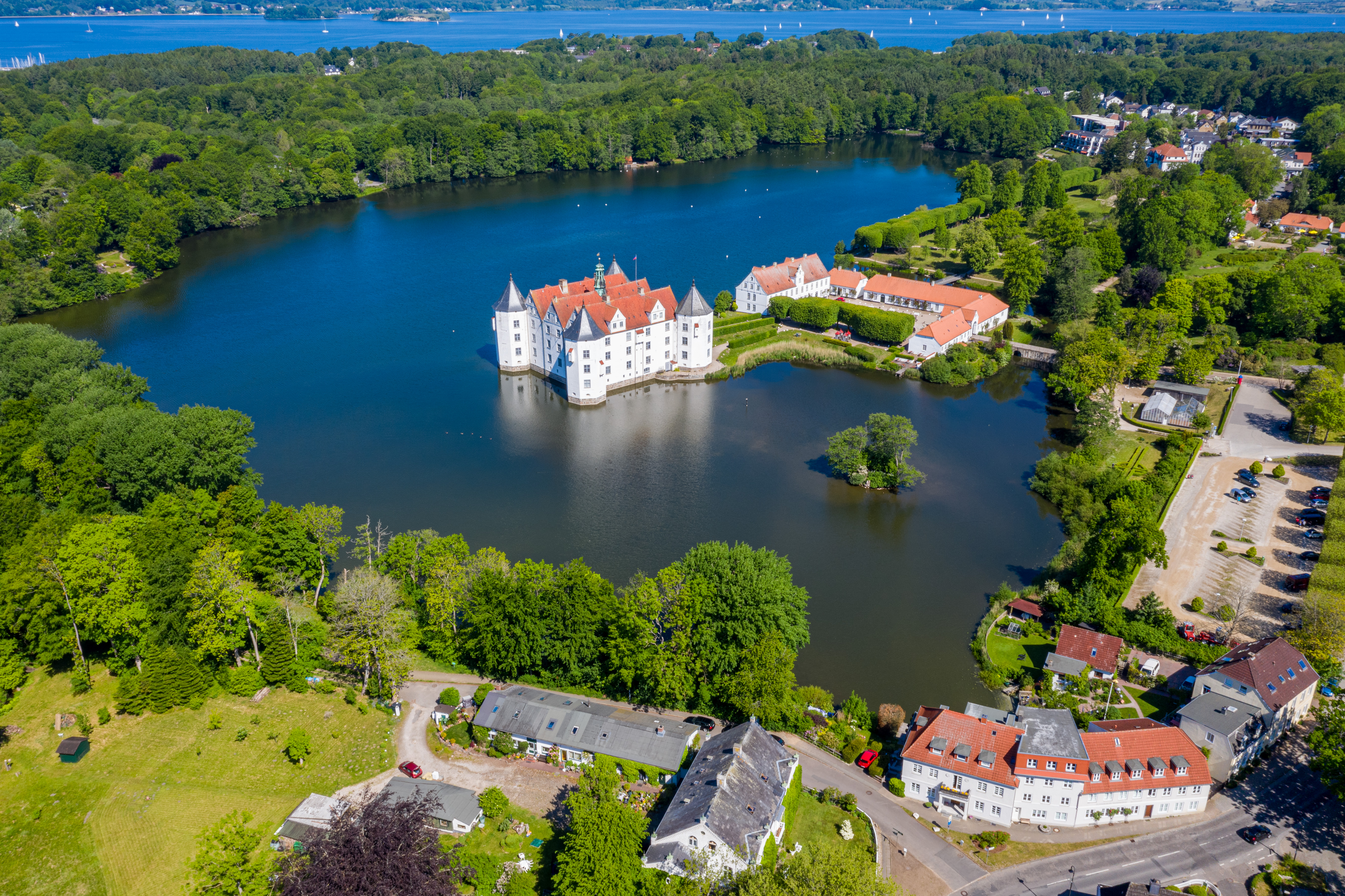
Вид с птичьего полёта на замок

После Реформации монастырь был упразднён. Владения при разделе земель в 1544 году сначала отошли герцогу Иоганну Старшему, а после его смерти в 1581 году — его племяннику Иоганну Младшему, который перенес свою резиденцию из Сённерборга сюда. Он приказал разобрать монастырские здания, а из строительных материалов возвести водный замок — один из самых известных в Германии. Затем было сооружено запрудное озеро замка, под водой которого оказались фундаменты монастыря и старое кладбище монахов. Из монастырского времени в Глюксбурге сохранились, возможно, своды старой монастырской таверны на Большой улице и старые тисы на Ратхаусштрассе, 36.
Небольшое поселение, возникшее вокруг замка, получило название Глюксбург. Дворянский род Глюксбургов , представители которого до сих пор являются королями Дании (с 1863 года) и Норвегии (с 1905 года), а с 1863 по 1973 год — также в Греции, является ветвью династии Ольденбургов. После смерти выморочного герцога Иоганна в 1622 году его владения были разделены между пятью сыновьями. Западная часть с монастырскими землями, замком Глюксбург и территорией, расположенной к северу от фьорда Фленсбурга, перешла к герцогу Филиппу, который основал старшую линию Зондербург-Глюксбург. Эта линия угасла в 1779 году. Таким образом, прекратилось существование последнего из ответвленных Зондербургских герцогств. До 1825 года Глюксбург оставался вдовьим поместьем последней герцогини, затем он был передан датским королем высокородному офицеру Вильгельму фон Зондербург-Беку, происходившему из младшей, к тому времени уже не правящей ветви дома Зондербургов (так же как и Аугустенбурги). Таким образом, имя Глюксбург перешло к этой ветви ольденбургского дома, которая позднее, с Кристианом IX, взошла на датский трон.
В 1850-е годы Глюксбург был излюбленной летней резиденцией датского короля Фредерика VII, последнего представителя старшей линии ольденбургского королевского дома. К тому времени Глюксбург превратился в местечко, обладавшее торговыми и ремесленными привилегиями по обычаю. После внезапной смерти короля в замке Глюксбург в 1863 году его преемником стал Кристиан фон Гольштейн-Зондербург-Глюксбург, номинированный еще в 1852 году. Однако уже в 1864 году началась датско-прусская война между Данией с одной стороны и Пруссией и Австрией с другой, в результате чего Глюксбург, как и все герцогство Шлезвиг, стал частью Пруссии. В 1871 году Глюксбург стал частью Германской империи и оставался в ее составе после плебисцита в Шлезвиге в 1920 году. Глюксбург получил статус города 1 апреля 1900 года.
С кайзеровских времен в Глюксбурге-Сандвиге существует процветающий пляжный курорт.

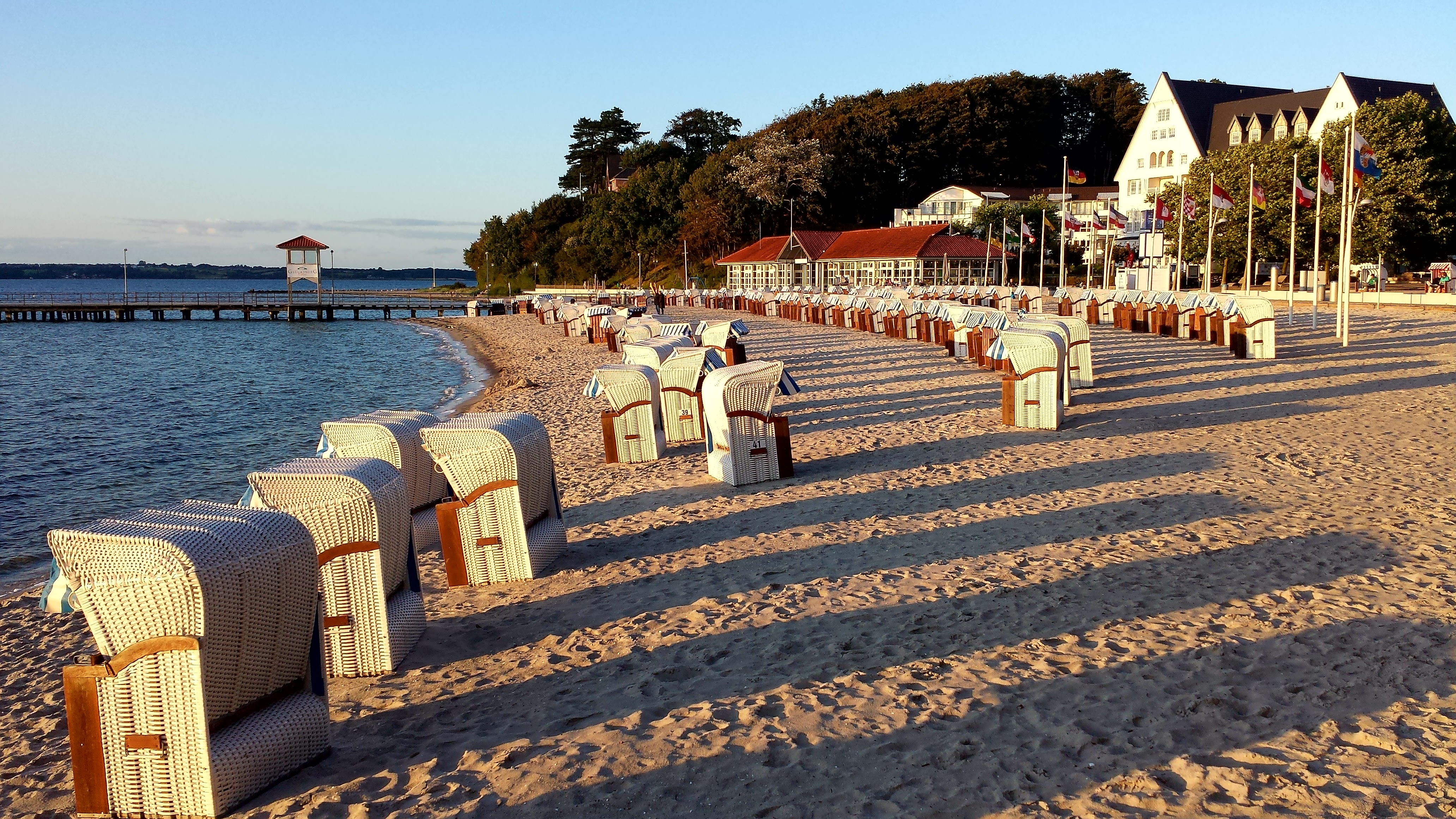
Курортный пляж в Глюксбурге

Начиная с 1960-х годов город Глюксбург инвестировал в расширение города на восток, что привело к появлению района Бремсберг. Сегодня вокруг холма Бремсберг (40 м), давшего название району, проживает до 1000 человек. В 1995 году здесь был открыт artefact, центр прикладных технологий и сотрудничества в области развития. Так называемый Power Park на западной стороне холма посвящен вопросам управления окружающей средой, возобновляемым источникам энергии и «технологическому прогрессу в использовании энергетических ресурсов». С начала 2000-х годов район Бремсберг активно застраивается. 

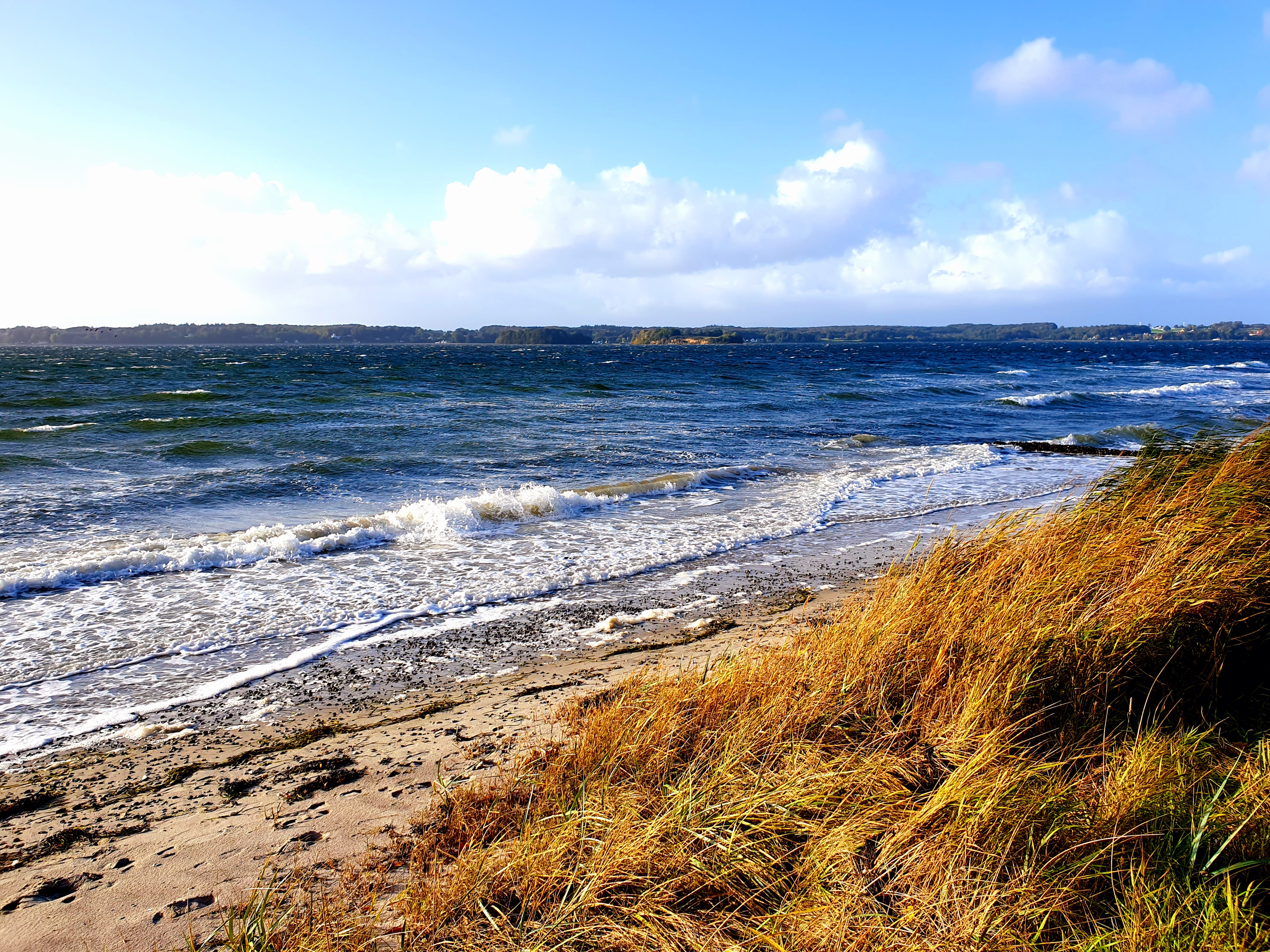
Пляж в районе Сандвиг при буре

С декабря 2016 года Глюксбург имеет двуязычные дорожные знаки; под немецким названием Glücksburg указано датское Lyksborg.

## Религия
В Глюксбурге существуют евангелические общины Евангелическо-Лютеранской Церкви в Северной Германии и Датской Церкви в Южном Шлезвиге. Немецкоязычная евангелическо-лютеранская приход использовала до 1960-х годов часовню Глюксбургского замка. В годах на окраине кладбища была построена церковь Воскресения. Датская церковь Глюксбурга на улице Паулиненалле была освящена в году.
На Бергштрассе находится католическая церковь Святого Лаврентия прихода Святой Марии Страстной Матери в деканате Фленсбург.
Новоапостольская приходская община была закрыта в октябре по финансовым причинам и объединена с Новоапостольской Церковью в Мюрвике.

## Достопримечательности
Туризм в Глюксбурге имеет существенное значение для местной экономики. Сегодня в Глюксбурге работают несколько отелей всех категорий, а также множество пансионов, апартаментов и кемпингов. Уже в 1872 году в районе Зандвиг был создан морской бассейн «Балтийский морской бассейн». Кроме того, в окрестностях до сих пор можно найти превосходные, частично уединенные пляжи, такие как Солитюде или природный пляж Квелленталь. Платный пляж в районе Драй на полуострове Холнис популярен среди отдыхающих и кайтсерферов.

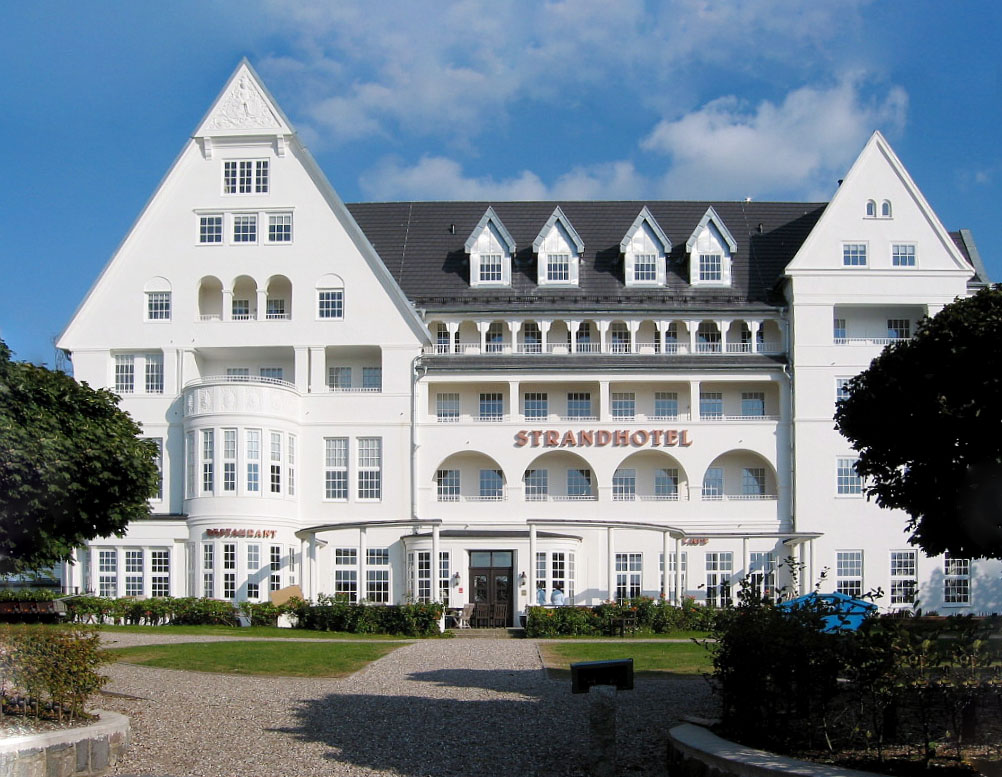
Пляжный отель Глюксбург

Городской отель Глюксбург, построенный в 1872 году «Белый замок у моря» в Сандвиге, после войны использовался как санаторий для больных туберкулёзом, а с 1956 по 1996 годы — как дом матери и младенца (Маттиса-Клаубиус-Хайм).
Квелленталь является не только местом для пляжного отдыха. Здесь находится яхтенная школа, старейшая и крупнейшая яхтенная школа Германии. В том же порту базируется и Фленсбургский яхт-клуб. На окраине Квелленталя также расположен планетарий им. Менке.
Замок Глюксбург — это исторический водный замок, одно из живописных мест для экскурсий, дважды изображавшееся на почтовых марках. Здание в стиле позднего возрождения ныне принадлежит фонду. Замок был построен в 1582 году герцогом Гансом Шлезвиг-Гольштейн-Зондербургским. В бывшей части замкового парка в 1991 году был открыт розариум, где на площади около одного гектара представлено более 500 сортов роз, среди которых в основном старинные сорта и крупнейшая в Германии коллекция английских роз. Недалеко от замка также расположена руина башни Эрлкрон.
Недалеко от замка находится дуб мира. Он был посажен в 1871 году в память о Франко-прусской войне.